# Холодное (Черкасская область)
Холодное (укр. Холодне) — посёлок в Золотоношском районе Черкасской области Украины.

## История
В июле 1995 года Кабинет министров Украины утвердил решение о приватизации находившейся здесь областной проектной станции химизации.
Население по переписи 2001 года составляло 65 человек.

## Местный совет
19736, Черкасская обл., Золотоношский р-н, с. Ольхи